# Copris arcturus
Copris arcturus là một loài bọ cánh cứng trong họ Bọ hung (Scarabaeidae).